# Estación de Exeter St Davids
Exeter St Davids es la principal estación de tren que da servicio a la ciudad de Exeter, en Devon, Inglaterra. Está situada a 193 millas 72 cadenas (310,6 km) desde el punto de referencia cero localizado en la Estación de Paddington de Londres y que se incrementa hasta llegar a Bristol, desde donde la kilometración se prolonga por la Línea Principal del Sur de Devon hacia Plymouth y Penzance. También cuenta con una ruta alternativa a Londres Waterloo vía Salisbury y ramales a Exmouth, Barnstaple y Okehampton. Actualmente está administrada por el Great Western Railway, con trenes operados por tres compañías: el propio Great Western Railway, South Western Railway y CrossCountry.

## Historia

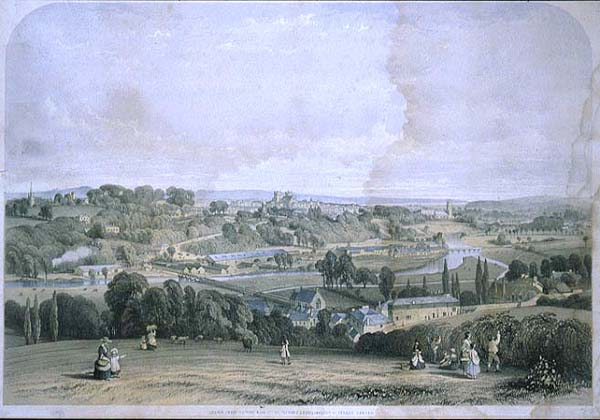
Exeter en 1844. Una impresión de William Spreat, que muestra St Davids en 1844

La estación fue inaugurada el 1 de mayo de 1844 por el Ferrocarril de Brístol y Exeter (B&ER). Diseñada por Isambard Kingdom Brunel, era una de sus estaciones de un solo lado, lo que significaba que los dos andenes estaban alineados en el lado este de las vías. Este lado está más cerca de la ciudad y es muy conveniente para los pasajeros que viajan a Exeter, pero significaba que muchos trenes tenían que cambiarse de vía, cruzándose frente a otros.
Este no fue un problema importante mientras la estación estuvo al final de las vías, pero el 30 de mayo de 1846 el Ferrocarril del Sur de Devon (SDR) abrió una nueva línea hacia el oeste en dirección a Plymouth. Se construyó una cubierta para los coches de viajeros del SDR en el extremo sur de la plataforma del B&ER, pero los tinglados de mercancías y el depósito de locomotoras para ambas compañías estaban situados al oeste, entre la estación y el río Exe. El SDR fue inicialmente diseñado para ser impulsado con un sistema neumático, y se construyó una casa para las máquinas que lo accionaban, situada a orillas del río, en las inmediaciones del galpón de locomotoras. La casa de motores solo se usó para su propósito original durante aproximadamente un año, pero no se demolió hasta muchos años después.
El siguiente ferrocarril en llegar a St Davids fue el Ferrocarril de Exeter y Crediton, que alcanzó la estación por primera vez el 12 de mayo de 1851 desde la conexión ubicada al norte de la estación de Cowley Bridge Junction. Esta línea era operada por el B&ER, y sus trenes se acomodaron en los andenes existentes. Todos estos ferrocarriles se construyeron con vías de gran ancho (de 7 pies 1/4 plg (2140 mm)), pero el 1 de febrero de 1862, el Ferrocarril de Londres y del Suroeste (LSWR) trajo una línea de ancho estándar (de 4 pies 8,5 plg (1435 mm) de ancho) a St Davis desde su propia estación central localizada en Queen Street. El LSWR era propietario del Ferrocarril de Exeter y Crediton, y comenzó a explotar la línea por sí mismo, aunque el B&ER consiguió que se instalaran vías de ancho mixto para poder hacer llegar sus trenes de mercancías hasta Crediton.

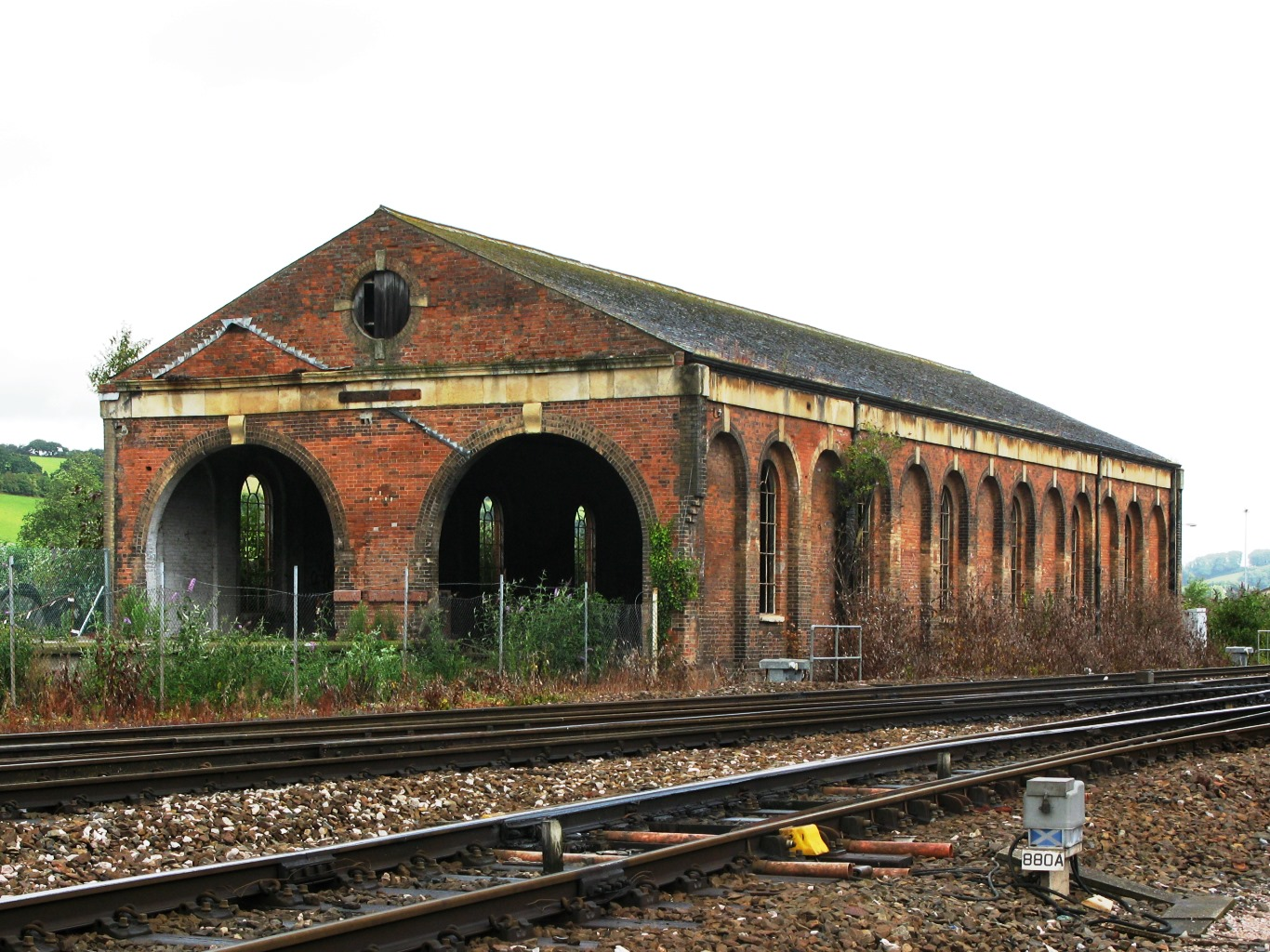
El cobertizo para el transbordo entre anchos, construido en la década de 1860

Con dos anchos de vía y cuatro empresas utilizándola, la estación de un solo lado requería una intensa remodelación. Se abrió un nuevo andén entre dos vías en el lado occidental de la línea, y se cerró el andén original para los trenes que volvían hacia Londres en el extremo norte. Todos los andenes originales se habían construido con marquesinas individuales que cubrían las vías, y se aprovechó la oportunidad para reemplazarlas por una gran cubierta capaz de alojar todas las vías y andenes principales. Al norte de la estación había un paso a nivel y justo más allá se construyó un tinglado de mercancías adicional. A diferencia de los anteriores, servía únicamente para el transbordo de mercancías entre los trenes de los dos anchos diferentes. Todos estos edificios fueron diseñados por Francis Fox, el ingeniero del B&ER, y por Henry Lloyd y el trabajo se completó en 1864.
El B&ER se fusionó con el Great Western Railway el 1 de enero de 1876, y el SDR hizo exactamente lo mismo un mes después. La Línea Principal de Bristol se adaptó para emplear vías de ancho mixto, lo que permitió que los trenes de vía ancha viajaran entre Paddington y Penzance, al mismo tiempo que ofrecía una vía de ancho internacional para los trenes locales desde Bristol Temple Meads. La nueva línea estuvo lista el 1 de marzo de 1876.
La cubierta de la estación se eliminó en 1912-13, y los andenes se prolongaron hacia el norte, en dirección al paso a nivel. Se dispuso un segundo andén entre dos vías en el lado oeste, lo que implicó que el tinglado de mercancías se estrechara de dos vías a una en su extremo sur. El andén en isla central se utilizó principalmente para los trenes del LSWR, mientras que los servicios GWR hacia el West Country utilizaron el andén principal original y los nuevos andenes de la isla. Antes de que se abandonaran los servicios de la Región Sur a Plymouth, los pasajeros podían ver los servicios con destino a Plymouth de la Región Oeste y la Región Sur saliendo de St Davids en direcciones opuestas. La estación ha permanecido en gran parte con esta disposición desde entonces, pero los trabajos de renovación de 1985 hicieron que los antiguos servicios del LSWR se trasladaran al andén principal, para que los servicios de la antigua línea del GWR no tuvieran que cruzarse en el extremo sur de la estación. Al mismo tiempo, se eliminó un escape entre las vías de los andenes 1 y 3. La nueva caseta de señales se construyó en el emplazamiento de la antigua casa de máquinas del sistema del ferrocarril atmosférico y reemplazó a tres puestos de señales más antiguos.
Todavía se pueden ver restos de las estaciones anteriores. La fachada principal data de 1864 y el Great Western Hotel data de los primeros días del ferrocarril en Exeter, al igual que la sección sur del andén 1. El tinglado de mercancías situado frente al andén 6 muestra el ángulo donde se recortó su extremo sur en 1912, y en el extremo norte, parte del cobertizo de mercancías original sigue en pie debajo de ampliaciones posteriores. El cobertizo de 1864 para realizar el transbordo entre anchos todavía se puede ver al lado de la línea, más allá de Red Cow Crossing. Actualmente es un edificio catalogado de grado II.

### Jefes de estación
- William Mears ca. 1850 - 1891
- Samuel Morris 1891 - 1900[8]
- H.E. Williams 1900[9] - 1911 (anteriormente jefe de estación en Newton Abbot)
- John Lea 1911 - 1922[10] (anteriormente jefe de estación en Slough, luego jefe de estación en Reading)
- W.E. Denton 1922 - 1926
- A.J. Humphrey 1926[11] - 1928 (anteriormente jefe de estación de Weymouth)
- Ernest Tom Evans 1928 - 1938 (anteriormente jefe de estación en Gloucester)
- W.J. Gush 1938[12] - 1939
- William Nicholls 1939[13] - 1945 (anteriormente jefe de estación en Wolverhampton Low Level)
- F.G. Elmore ca. 1950

## Instalaciones
El buffet principal y la librería se encuentran fuera de las puertas de entrada. También hay una serie de tiendas locales fuera de la estación, junto con el Great Western Hotel y un hotel Premier Inn. Existe otro buffet más pequeño en los andenes 5 y 6.
La pasarela principal para los pasajeros está decorada con numerosas imágenes que representan versiones románticas de los viajes en tren. Un segundo puente equipado con un ascensor proporciona acceso para personas de movilidad reducida. Cuando los ascensores están fuera de servicio, un miembro del personal de la estación acompaña a las personas a través de un cruce peatonal al nivel de las vías situado en el lado sur de la estación.

## Ubicación

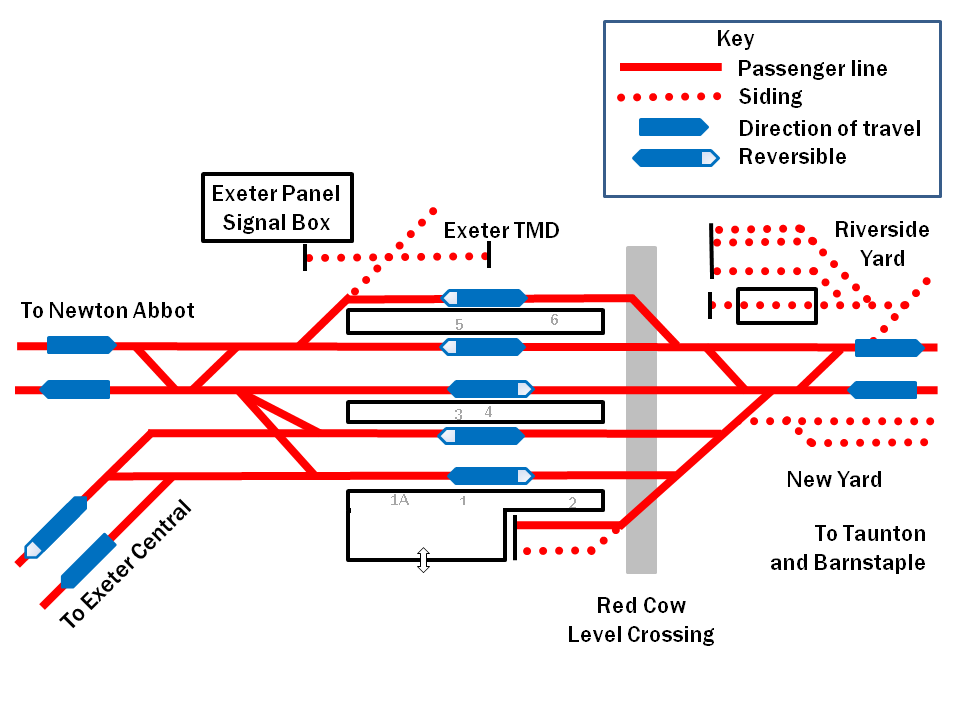
Esquema de vías 2009

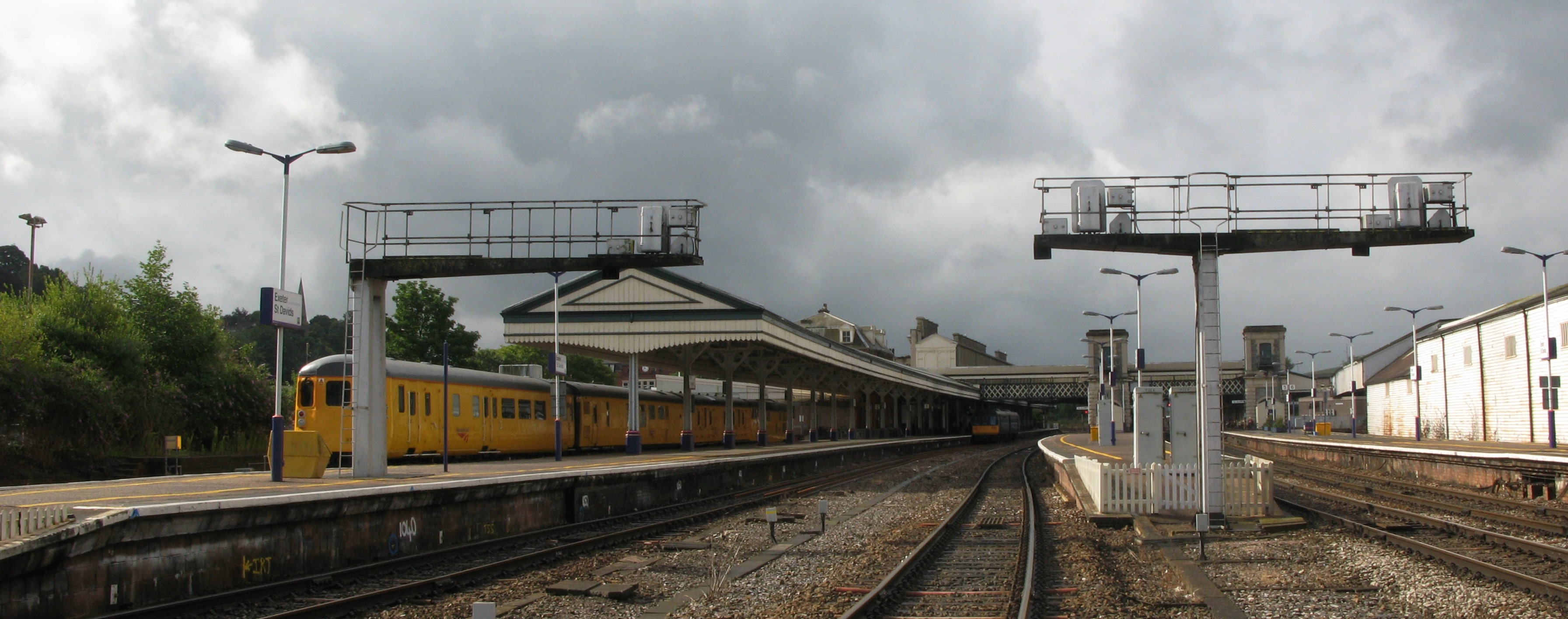
Vista desde el paso a nivel de Red Cow. El tren amarillo de Network Rail está en el andén 2; el andén 3 aparece en línea recta; y el antiguo tinglado de mercancías está a la derecha

La entrada a la estación se halla en el lado este de las vías, frente al centro de la ciudad, que está a unos 15 minutos a pie. Las rutas al centro y la Universidad de Exeter están bien señalizadas. También hay servicios frecuentes de autobús que van al centro de la ciudad desde  la estación. Los trenes a Exmouth y a Waterloo en Londres, paran en Exeter Central.
Más allá del andén seis está la caseta de señales del panel de Exeter que controla no solo St Davids, sino también la línea principal hacia el norte (hasta Taunton y Cogload Junction) y hacia el sur (hasta Totnes y Torquay), así como las ramificaciones hacia Exmouth Junction y Crediton. A su lado se encuentra las cocheras de mantenimiento de trenes, donde repostan los trenes diésel utilizados en los servicios locales. El antiguo tinglado de mercancías está situado más allá del paso a nivel de Red Cow, en el extremo norte de los andenes, y finalmente más allá está Riverside Yard, que todavía se opera tráfico de mercancías. Cowley Bridge Junction se encuentra a una milla de distancia en el extremo más alejado de Riverside Yard, pero la conexión con la línea hacia Exeter Central está justo al lado del extremo sur de los andenes. Esta línea se curva hacia el este y sube abruptamente para cruzar un pequeño viaducto antes recorrer un túnel situado debajo de la ciudad. En cambio, la línea principal permanece nivelada y cruza tanto el río Exe como el canal de defensa contra inundaciones de la ciudad, antes de curvarse suavemente y perderse de vista.

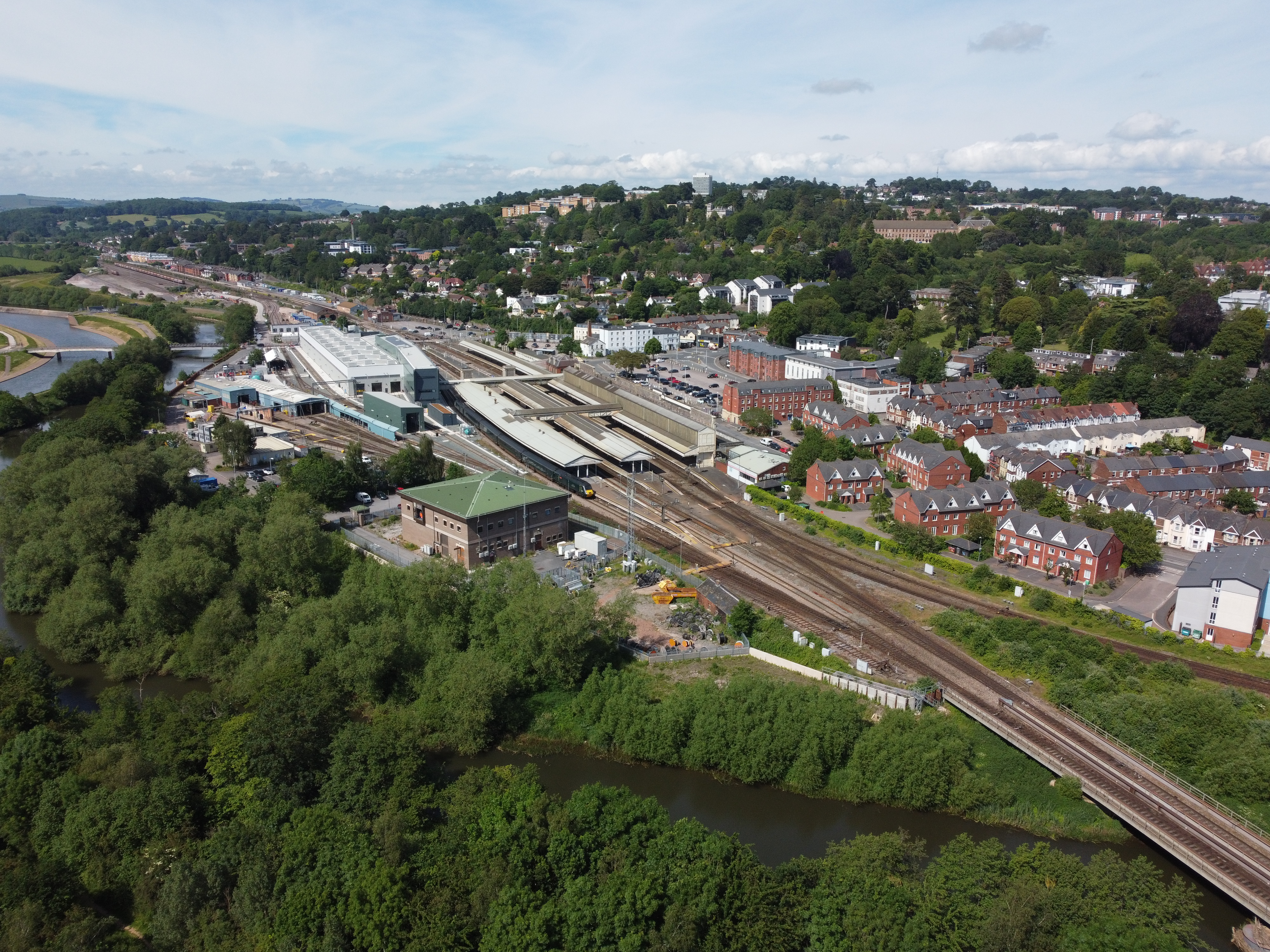
Vista aérea desde el sur

## Disposición de andenes
La entrada está en el andén 1, que se utiliza principalmente para trenes hacia y desde Exeter Central y Barnstaple. Está señalizado para que dos trenes puedan parar simultáneamente, con el extremo sur marcado como andén 1A. En el extremo norte está el andén 2, una plataforma con disposición de bahía separada que se usa de vez en cuando para los trenes hacia y desde el norte, principalmente Bristol y Barnstaple, que comienzan o terminan en St Davids.
El par de andenes del centro están numerados 3 y 4. El primero es utilizado por trenes similares a los del andén 1, pero los andenes 4-6 no tienen acceso a las líneas de Exeter Central. En cambio, el andén 4 es el principal para los trenes interurbanos a Paignton, Plymouth y Penzance. Los trenes de los andenes 1 y 3 también pueden llegar a esta ruta, por lo que los trenes de Exmouth que continúan hacia el oeste deben retroceder en uno de estos andenes.
El tercer bloque de andenes es usado por los trenes en dirección norte a Paddington y al norte, que emplean el andén 5. Varios servicios locales usan el andén 6, al igual que los trenes desde Paddington o el norte que terminan en Exeter y luego regresan hacia el norte.

## Servicios

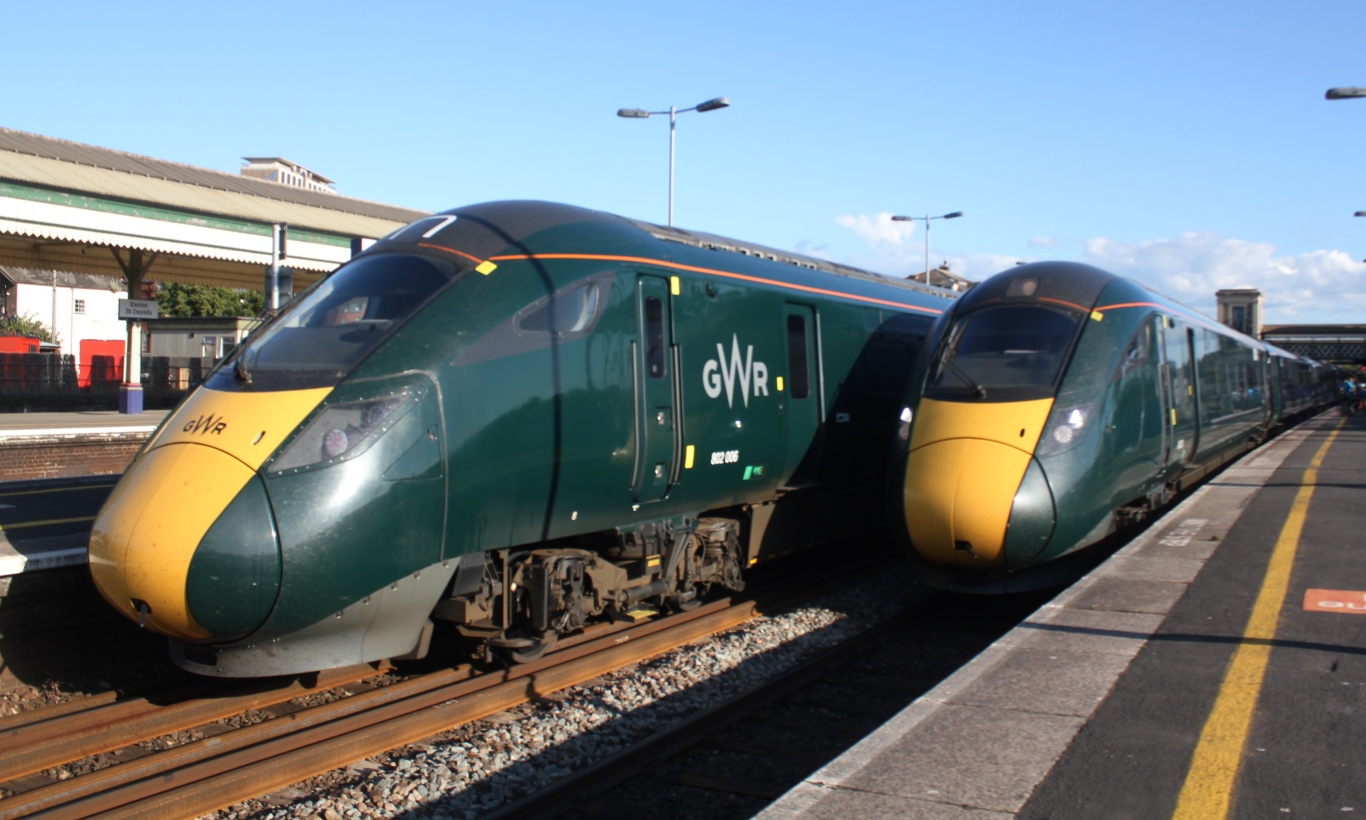
Servicio del Great Western Railway desde y hacia Paddington

Hay dos rutas directas desde St Davids a Londres. En general, se considera que la línea principal es el servicio del Great Western Railway a la Estación de Paddington] a través de Reading, que incluye el servicio de coche cama Night Riviera. Sin embargo, también hay un servicio operado por South Western Railway, que emplea la Línea del Oeste de Inglaterra hacia la Estación de Waterloo a través de Salisbury y Basingstoke. Debido a esto, la estación es una de las pocas que tiene trenes a Londres que salen en direcciones opuestas en cada extremo de la estación: los de Paddington salen hacia el norte, mientras que los de Waterloo se dirigen hacia el sur, pero giran hacia el este y comienzan la empinada subida a Exeter Central justo fuera de la estación.
Los servicios de Londres funcionan cada hora entre Exeter St Davids y Waterloo; y al menos cada hora entre Exeter St Davids y Paddington (trenes rápidos cada hora, con trenes semirrápidos adicionales cada dos horas parando en algunas estaciones intermedias). Los trenes más rápidos entre Exeter St Davids y Paddington tardan poco más de 2 horas.
El Great Western Railway también ofrece servicios a Cardiff Central a través de Bristol Temple Meads, aproximadamente cada hora por la mañana y reduciendo su frecuencia durante el día.
CrossCountry opera otros servicios de larga distancia a Birmingham New Street, Mánchester Piccadilly, Sheffield, Leeds, York, Newcastle, Edimburgo, Glasgow y Aberdeen. Estos servicios son aproximadamente cada hora durante gran parte del día entre Birmingham New Street y Exeter St Davids.
Cuatro rutas locales convergen en St Davids: la Línea Avocet hacia Exmouth, la Línea Tarka hacia Barnstaple, la Línea Riviera hacia Paignton y la Línea Dartmoor hacia Okehampton. Los trenes de Exmouth generalmente continúan a Paignton y circulan cada media hora, brindando un servicio cruzado en Exeter.

### Servicios de autobús
Los servicios de autobús desde la estación, operados por Stagecoach South West, incluyen destinos en toda la ciudad, además de Okehampton, Tiverton, Crediton, Bideford y Barnstaple.

## Accidentes e incidentes
El 4 de enero de 2010, la unidad diésel múltiple 142 029 (de la Clase 142) colisionó con un tren compuesto por dos unidades múltiples diésel de la Clase 159 en el andén 1. Nueve personas resultaron heridas.

## Volumen de pasajeros
Exeter St Davids es la estación más concurrida de Devon. con alrededor de 2.619.776 pasajeros al año en 2018/19. Su volumen de pasajeros está justo por delante del de la estación cercana de Exeter Central (que registró 2.532.450 viajeros) y 200.000 más que Plymouth. donde comenzaron o terminaron 2.416.376 viajes. Comparando el año de abril de 2007 con el que comenzó en abril de 2002. el número de pasajeros aumentó un 30%.
|              | 2002-03   | 2004-05   | 2005-06   | 2006-07   | 2007-08   | 2008-09   | 2009-10   | 2010-11   | 2011-12   |
| ------------ | --------- | --------- | --------- | --------- | --------- | --------- | --------- | --------- | --------- |
| Entradas     | 766.438   | 817.325   | 851.156   | 902.106   | 993.505   | 1.064.292 | 1.076.393 | 1.133.025 | 1.197.061 |
| Salidas      | 763.280   | 814.960   | 846.271   | 898.727   | 988.931   | 1.064.292 | 1.076.393 | 1.133.025 | 1.197.061 |
| Intercambios | sin datos | 402.464   | 417.684   | 445.833   | 455.666   | 680.797   | 593.759   | 638.146   | 784.929   |
| Total        | 1.529.718 | 2.034.749 | 2.115.112 | 2.246.666 | 2.438.102 | 2.809.381 | 2.746.545 | 2.904.196 | 3.179.051 |

Las estadísticas cubren períodos de doce meses que comienzan en abril.